# Hospital General Universitario de Ciudad Real
El Hospital General Universitario de Ciudad Real (HGUCR) es un centro sanitario público situado en Ciudad Real (España) adscrito al Servicio de Salud de Castilla-La Mancha (SESCAM), y como centro docente a la Universidad de Castilla-La Mancha (UCLM).
Es uno de los hospitales más grandes de España, incluido en la lista de mejores diseños arquitectónicos del mundo  del portal inglés ARTINFO

## Historia
El "Hospital General de Ciudad Real" fue diseñado por el arquitecto Ángel Fernández Alba, para sustituir al antiguo "Complejo Hospitalario de Ciudad Real" (Hospital Alarcos y Hospital del Carmen), y abarca una parcela de 161.543 m². Su construcción se inició el 24 de mayo de 1998, siendo inaugurado y puesto en servicio el 18 de noviembre de 2005 por el entonces Presidente de Castilla-La Mancha, José María Barreda; la inversión total alcanzó más de 97,6 millones de euros. En el año 2010 fue acreditado para impartir Medicina y Psicología, por lo que fue renombrado como "Hospital General Universitario de Ciudad Real".

## Estructura y organización

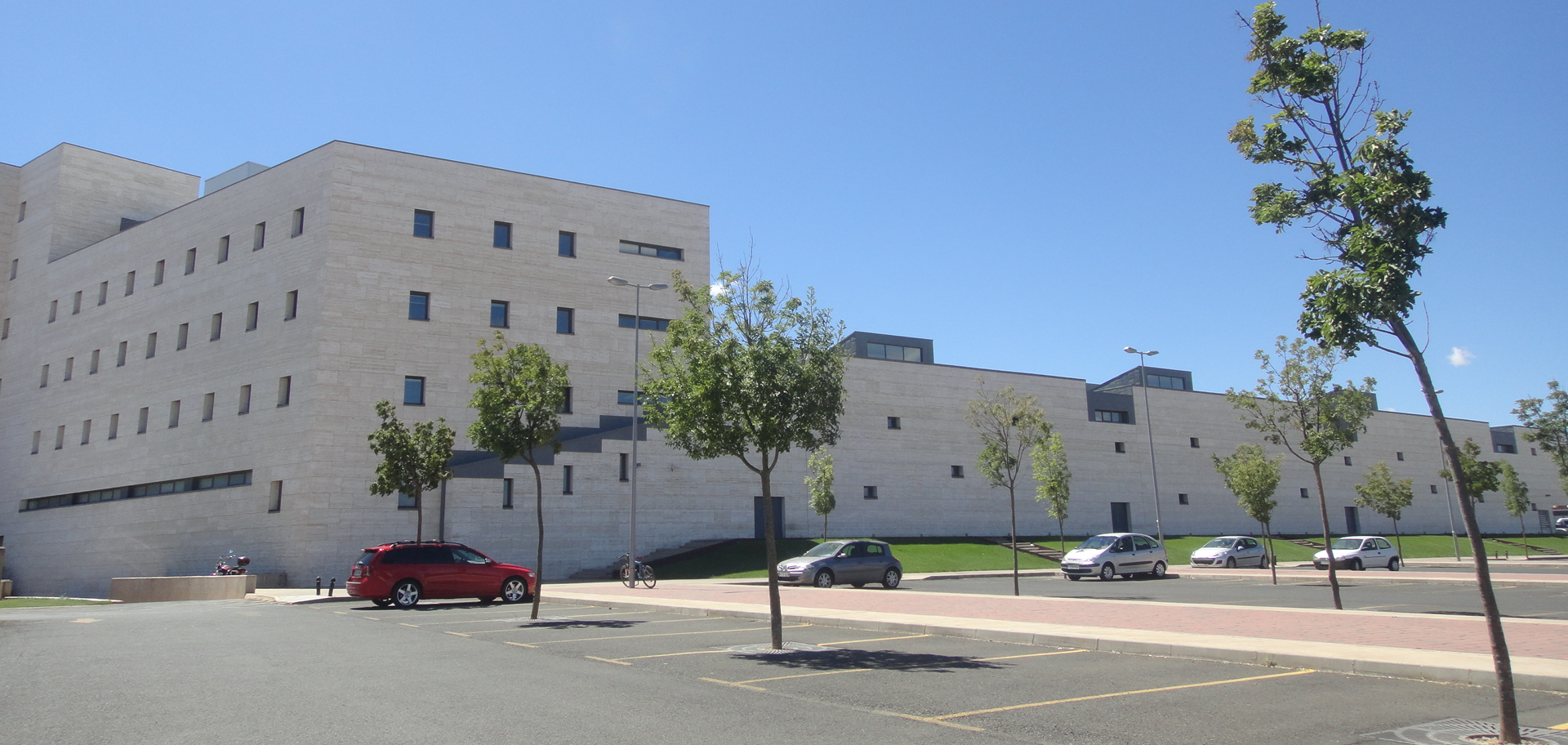
HGUCR zona administrativa.

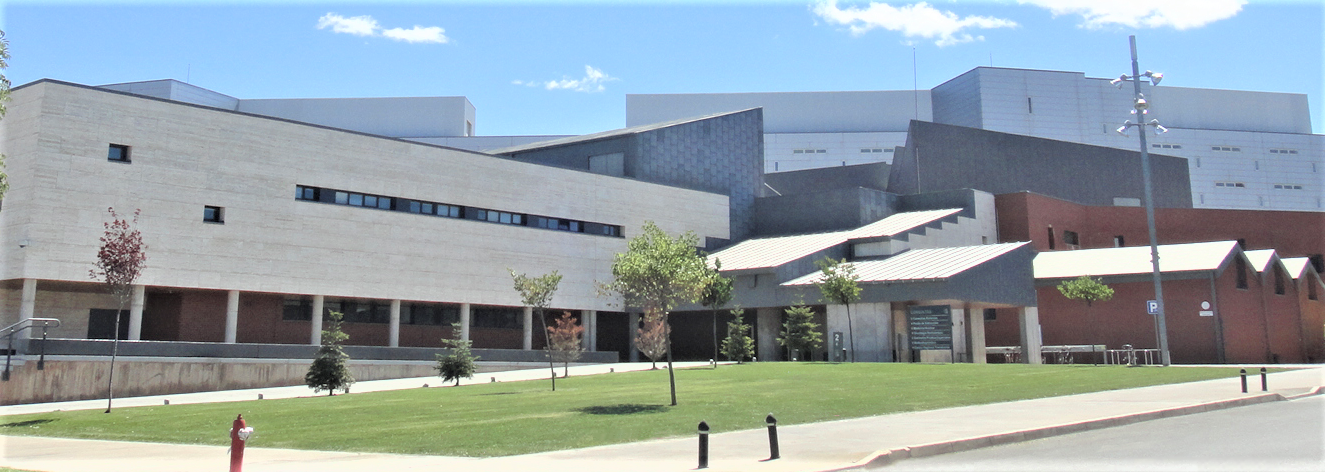
HGUCR consultas externas.

Se localiza al sur de la ciudad, próximo a la autovía A-41 y a la N-420a. Con una superficie construida de 96.000 m², está estructurado en cuatro zonas diferenciadas: 1) central o de hospitalización, con 7 plantas; 2) zona de apoyo residencial, que se reparte en dos plantas, una dedicada exclusivamente al servicio de Urgencias; 3) zona destinada a administración y gestión; y 4) almacenes. Además, dispone de un helipuerto para las urgencias.
Equipado con 559 camas, 129 salas de consultas, 12 quirófanos, 21 puestos en la Unidad de Cuidados Intensivos, y 61 puestos en el Hospital de Día, entre otras dependencias. En 2010 contaba como recursos humanos con 2.805 profesionales, de ellos 475 (17%) eran médicos, 1.491 (52%) eran sanitarios no facultativos, 820 (26%) eran no sanitarios, 103 (4%) eran MIR, y 16 (1%) personal directivo. Ofrece cobertura sanitaria especializada, junto al Hospital Gutiérrez Ortega de Valdepeñas y al Centro de Especialidades de Daimiel, a una de las 4 áreas sanitarias de Ciudad Real, la que abarca 66 municipios (de los 100 que tiene la provincia) y atiende a más de 260.000 personas. Su cartera de servicios se compone de 43 especialidades y unidades médicas, 23 áreas no asistenciales, y 4 áreas específicas para investigación, formación, docencia y calidad.

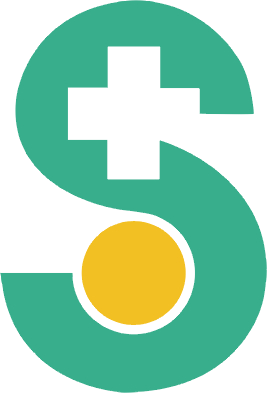
Logotipo del SESCAM

### Otros hospitales públicos en la provincia de Ciudad Real
- Hospital General de Tomelloso
- Hospital General La Mancha Centro de Alcázar de San Juan
- Hospital Gutiérrez Ortega de Valdepeñas
- Hospital Santa Bárbara de Puertollano

## Docencia
Como hospital universitario está adscrito a la Universidad de Castilla-La Mancha para las prácticas del alumnado de medicina y enfermería. Además, imparte formación postgrado para residentes en diversas especialidades médicas (MIR) y de enfermería (EIR).

Logotipo de la UCLM